# Rodenburg (Kortrijk)
Rodenburg vroeger ook Beschreven als Roedenborch is een wijk in de Belgische stad Kortrijk. De woonwijk is ontstaan in de tweede helft 20e eeuw na de verkaveling van de terreinen van de Rodenburgabdij en bestaat hoofdzakelijk uit alleenstaande (villa)woningen. De Rodenburgbuurt bevindt zich ten zuiden van de binnenstad, nabij de grote ring rond Kortrijk (R8). Op Rodenburg bevindt zich de parochie Onze-Lieve-Vrouw-ten-Spieghele. De VTM-serie De Rodenburgs heeft haar naam ontleend aan deze Kortrijkse villawijk. Het centrale plein in de wijk waar de wijkkapel Onze-Lieve-Vrouw-ten-Spieghele zich bevindt, is het Cisterciënzerplein.

## Geschiedenis
Reeds in de Romeinse tijd werd het gebied midden bossen en moerassen bewoonbaar . Onder de Franken werd de zogenaamde rode burcht een echte uitbating. Graaf Boudewijn IX schonk het leengoed Rodenborch aan Robrecht van Sperleke, die het in 1205 bij een kansspel aan Wouter van Cortrycke verloor. Na de dood van de kruisvaarder Wouter in 1238 stonden zijn dochters Johanna en Agnes hun eigendom af om er een abdij te stichten. Deze abdij droeg de naam Onze-Lieve-Vrouw-ten-Spieghele en stond onder toezicht en geestelijke leiding van de abdij Ter Duinen te Koksijde. Hiervan is in de wijk nog een overblijfsel te vinden, een straat die de naam Ter Duinenstraat draagt, en in de jaren 1960-90 was er ook een Restaurant genaamd De Marquette, verwijzend naar de religieuze Cisterciënzer Zusters uit het Franse Marquette-lez-Lille. Verder draagt ook het centrale plein de naam Cisterciënzer plein.
Rond 1265 werden de zusters in Marke overvallen en rond 1285 besloten ze hun klooster dichter bij de stad te vestigen, met name nabij de Leie, waar nu nog steeds de Groeningeabdij zich bevindt. Vroeger bevond het museum rond de Guldensporenslag Kortrijk 1302 zich hier ook. De hofstede van de verlaten abdij was in 1302, tijdens de Slag der Gulden Sporen, een rustplaats voor het Franse leger. De Abdijhoeve bleef, net als heel het territorium van Rodenburg, eigendom van de abdij.
In 1580 werd de hofstede door Schotse soldaten platgebrand, enkel de schuur bleef toen gespaard. In 1649 werd de schuur volledig vernieuwd.
In de daarop volgende eeuwen volgden verscheidene eigenaars elkaar op. In 1969 verliet de laatste eigenaar de hofstede en werden de terreinen volledig verkaveld. De schuur werd door de provincie geklasseerd en omgebouwd tot de huidige wijkkapel. Op 31 oktober 1976 werd deze ruimte als Kapel Onze-Lieve-Vrouw-ten-Spieghele ingezegend door Mgr. De Smedt. Rond deze 'annex'-kapel van de Sint-Brixiuskerk te Marke, groeide de verkaveling Rodenburg.

## Varia
Toen de wijk verkaveld werd zou deze eerst 'Moderna' heten, maar een inwoner van de wijk, dr. Goddeeris, heeft hier een stokje voor kunnen steken. Toen hij ontdekte dat dit de nieuwe naam van zijn woonwijk zou worden heeft hij zijn invloed laten gelden en een nieuwe naam mogen voorstellen die deze wijk, die een lange geschiedenis met zich meedraagt, meer eer aandeed. Hij heeft uiteindelijk voor Roden Burcht, Rodenburg gekozen.
Belgische gemeenten · Arrondissement Kortrijk · West-Vlaanderen · Vlaanderen